# جون كورنيليوس باتلر
جون كورنيليوس باتلر (بالإنجليزية: John Cornelius Butler)‏ هو سياسي أمريكي، ولد في 2 يوليو 1887 في بوفالو في الولايات المتحدة، وتوفي بنفس المكان في 13 أبريل 1953. حزبياً، نشط في الحزب الجمهوري. وقد انتخب عضو مجلس النواب الأمريكي (22 أبريل 1941 – 3 يناير 1949).